# Oryzomys dimidiatus
Oryzomys dimidiatus és una espècie de mamífer rosegador de la família dels cricètids. És una de les vuit espècies reconegudes del gènere Oryzomys. És endèmic de Nicaragua.